# 金山明博
金山 明博（かなやま あきひろ、1939年2月25日 - ）は、日本の男性アニメーター、キャラクターデザイナー、漫画家。
東京都出身。大沢野小学校、速星中学校、富山県立富山工業高等学校卒業。虫プロダクションを経て、フリー。日本アニメーター・演出協会 (JAniCA) 会員。

## 略歴
東京都四谷で生まれる。生家は市ヶ谷駐屯地の前で軍服の仕立て屋を営んでいた。第二次世界大戦により1944年に富山県の遠戚宅へ疎開、富山県では高校卒業まで過ごす。中学時代には美術部に所属。高校時代から本格的に漫画を描き始める。高校卒業後は集団就職した千葉県市川市の鉄工所に勤務しながら夜間は漫画修行という生活に明け暮れるが、1959年、20歳のときにいったん富山へ帰郷。1960年に再度上京し、貸本漫画出版社の兎月書房で漫画家デビューした。名古屋のセントラル出版で作品をいくつか発表した後、1964年に『少年プロレス王』が秋田書店の「冒険王」誌に掲載され、念願のメジャーデビューを果たす。食べられない時代は、佐藤まさあき、望月三起也、タツノコプロの漫画部でアシスタントを務めた。当時の人気漫画家だった九里一平の影響を受けた作品を発表して、少年画報社、講談社からも声がかかるようになったが、描き直しの要求に反発して編集者と喧嘩。東映動画（現・東映アニメーション）に在籍する兄の奨めもあり、1965年に手塚治虫の虫プロダクションへ入社して、アニメーターへ転身した。
テレビアニメ『ジャングル大帝』第3話の動画からキャリアをスタートさせ、同作で原画に昇格。1968年の『わんぱく探偵団』で初作画監督。以後、1973年に『ワンサくん』で虫プロが倒産するまで、作画スタッフとして虫プロを支えた。特に杉野昭夫、荒木伸吾との3人でパイロット版から参加した『あしたのジョー』はテレビ放映後も共同で作画監督を務めてとりわけ印象深いという作品だと言う。
虫プロ倒産後は、フリーで和光プロやタツノコプロで『新造人間キャシャーン』、エイケンで『冒険コロボックル』の原画を描いていたが、注目を浴びるようになったのは、虫プロ出身者で結成された日本サンライズ（現・サンライズ）での仕事である。1976年から始まった長浜忠夫監督の巨大ロボットもの『超電磁ロボ コン・バトラーV』『超電磁マシーン ボルテスV』『闘将ダイモス』は「長浜3部作」とも呼ばれる人気作で、キャラクターデザインや総作画監督の役職を11年務めて作画の中心的役割を果たし、一躍人気アニメーターに祭り上げられる。1970年代末から1980年代初頭の勃興期のアニメ雑誌では、何度となく金山の特集が組まれ、金山の描く版権イラストが表紙を飾ったこともあった。以後も長浜の『未来ロボ ダルタニアス』のキャラクターデザイン、サンライズ作品の『無敵ロボ トライダーG7』『鎧伝サムライトルーパー』に参加する。しかし、もともと原画を描くのが好きで、管理職は性格的に合わないとして『ラ・セーヌの星』で依頼のあった作画監督の仕事を断って原画に専念したほどで、1990年代以降は、一原画マンとしての仕事を増やし、単独で注目された仕事はない。
体調を崩したことから、59歳当時の1998年頃には一線を退き、年金生活を送りつつ個展を開いたりイベントに参加したりしているほか、同人誌活動も行っている。
2003年、フランスのイベント（パリ）Taifu festaに参加し、色紙を100枚以上書いた。
2006年8月と2007年2月には、埼玉県狭山市のギャラリーで、絵画展「絵師金山明博個展・金山明博ワンダーランド」を開催した。
アニメーターの仕事以外には、代々木アニメーション学院の講師。1982年1月3日から『中日新聞』の「中日サンデー版」で連載した山浦弘靖原作の漫画『スーパードッグ幻GEN』。『コミックボンボン』の1985年5月号から8月号まで連載した高橋良輔監督原作による漫画『かっとびアニメ丸』がある。
2021年10月には、埼玉県狭山市の狭山市立博物館で、「金山明博遊画展」を開催した。

## 参加作品

### テレビアニメ

#### 1960年代
- ジャングル大帝（1965年 - 1966年、虫プロ、全52話）動画
- わんぱく探偵団（1968年、虫プロ、全35話）原画（1,4,6,9,13,16,17,21,25,26,27,33,35話）
- アニマル1（1968年、虫プロ、全27話）原画

#### 1970年代
- あしたのジョー（1970年 - 1971年、虫プロ、全79話）作画監督（2,5,8,10,12,15,19,20,24,25,27,28,31,32,35,41,43,44,45,46,57,59,60,73話）
- ムーミン（第1作）（1972年、瑞鷹エンタープライズ、東京ムービー・Aプロ→虫プロ、全65話）原画
- ワンサくん（1973年、虫プロ、全26話）原画（5,13,19話）
- 新造人間キャシャーン（1973年 - 1974年、タツノコプロ、全38話）原画
- 冒険コロボックル（1973年 - 1974年、エイケン、全26話）原画
- 昆虫物語 新みなしごハッチ（1974年、タツノコプロ、全26話）原動画（5,11,17,23,26話）
- 小さなバイキングビッケ（1972 - 1974年、ズイヨー映像、日本アニメーション、全78話）原画（20,22,26話）
- ラ・セーヌの星（1975年、創映社、全39話）原画（5,10,17,20,26,29,34,38,39話）
- 超電磁ロボ コン・バトラーV（1976年 - 1977年、東映テレビ事業部、日本サンライズ、全54話）作画監督（全話）、林政行と共同（4話）、佐々門信芳と共同（5,10,17,21,28,34,37,42,49,53話）、塩山紀生と共同（7,12,22,27,33,38,43,46話）、安彦良和と共同（9,16話）、高橋資祐と共同（11,13,18,25,31,47,52話）、坂本三郎と共同（19,24,30,36,41,48,51話）、谷口守泰と共同（45話）／OP作監
- まんが世界昔ばなし（1976年 - 1979年、ダックスインターナショナル、全127話）オープニング作画
- 超電磁マシーン ボルテスV（1977年 - 1978年、東映テレビ事業部、日本サンライズ、全40話）キャラクターデザイン（佐々門信芳と共同、敵側デザイン）／作画監督（全話）、佐々門信芳と共同（4,9,17,22,27,31,35話）、高橋資祐と共同（5,10,15,23話）、塩山紀生と共同（7,13,19,25,33,37話）、坂本三郎と共同（11,16,21,38話）／OP作監
- 超スーパーカー ガッタイガー（1977年 - 1978年、永和、全26話）キャラクターデザイン（山口士朗と共同、敵側デザイン）
- 闘将ダイモス（1978年 - 1979年、東映テレビ事業部、日本サンライズ、全44話）アニメーションキャラクター／作画監督（3,5,9,12,16,23,25,29,31,35,38,42話）、佐々門信芳と共同（1話）、塩山紀生と共同（2話）、林信夫と共同（6,11話）、高橋資祐と共同（17,44話）／アイキャッチ／ED原画
- 未来ロボ ダルタニアス（1979年 - 1980年、東映、日本サンライズ、全47話）キャラクター原案・キャラクターデザイン（聖悠紀と共同）／作画監督チーフ／作画監督（1,4,7,10,13,18,21,26,31,34,37,42話）

#### 1980年代
- 無敵ロボ トライダーG7（1980年 - 1981年、日本サンライズ、全50話）作画監督チーフ／作画監督（2,6,9,12,15,18,22,26,30,34,38,42,45,49話）
- 最強ロボ ダイオージャ（1981年 - 1982年、日本サンライズ、全50話）作画監督チーフ／作画監督（2,6,10,14,18,22,26,30,34,38,42,47話）
- 戦闘メカ ザブングル（1982年 - 1983年、日本サンライズ、全50話）作画監督（3,7,12,17,22,28,34,39,46,49話）／原画（7,12,17話）
- 聖戦士ダンバイン（1983年 - 1984年、日本サンライズ、全49話）作画監督（8,14,24,31,36,41,46話）／原画（41話）
- 重戦機エルガイム（1984年 - 1985年、日本サンライズ、全54話）作画監督（4,9,16,21,25,28,32,36,39,43,49,53話）／原画（4,9,16,21話）
- 超時空騎団サザンクロス（1984年、タツノコプロ、全23話）オープニングアニメーター
- 機動戦士Ζガンダム（1985年 - 1986年、日本サンライズ、全50話）作画監督（5,10,14,18,22,27,32,37,43,48話）／原画（5,10,14,32,37話）
- 機動戦士ガンダムΖΖ（1986年 - 1987年、日本サンライズ、全47話）作画監督（4,10,15,20,27,33,38,43話）／原画（4,10,15,20,27,33,38話）
- 仮面の忍者 赤影（1987年 - 1988年、東映動画、ライフワーク、全23話）キャラクターデザイン／作画監督（1,5,10,15,20,23話）
- 鎧伝サムライトルーパー（1988年 - 1989年、サンライズ、全39話）デザイン協力／作画監督（3話）
- ジャングル大帝（第3作）（1988年 - 1989年、手塚プロ、全52話）原画（14,18,21,27,33,38,43,46,51話）

#### 1990年代
- おにいさまへ…（1991年 - 1992年、手塚プロ、全45話）原画（23話）
- コボちゃん（1992年 - 1994年、宣弘社、エイケン、メルヘン社、全63話 + SP4）原画（7A,16B,25B,26A,30A,32A,38話A）
- ゴールFH（1994年、イメージケイ、全39話）作画監督（1,5,9,13,18,23,29,34,39話）※共同
- NINKU -忍空-（1995年 - 1996年、スタジオぴえろ、全55話）原画（18話）
- スレイヤーズ（1995年、イージー・フィルム、全26話）原画（9話）
- はりもぐハーリー（1996年 - 1997年、イメージ・ケイ、スタジオジュニオ、全140話）原画（13,31,71話）
- シンデレラ物語（1996年、タツノコプロ、全26話）原画
- 名探偵コナン（1996年 - 放映中、東京ムービー→トムス・エンタテインメント）原画（44話）
- 白鯨伝説（1997年 - 1999年、イメージケイ、SME、スタジオジュニオ→手塚プロ、あんなぷる、全26話）原画（1話）
- ちびまる子ちゃん （第2期）（1995年 - 放映中、日本アニメーション）原画（137,141,146,151,156,161話）
- がんばれゴエモン（1997年 - 1998年、パブリック&ベーシック、トランス・アーツ、全23話）原画（4話）

#### 2000年代
- タイタニア（2008年 - 2009年、アートランド、全26話）原画（19話）

### テレフィーチャー

#### 1970年代
- 100万年地球の旅 バンダーブック（1978年8月27日、手塚プロ）原画[4]
- 海底超特急マリンエクスプレス（1979年8月26日、手塚プロ、虫プロ）原画

#### 1980年代
- フウムーン（1980年8月31日、手塚プロ）原画[5]
- T・Pぼん（1989年10月14日、スタッフ21、スタジオぎゃろっぷ）原画

#### 1990年代
- バトルスピリッツ 龍虎の拳（1993年12月23日、スタジオコメット）原画

### 劇場アニメ

#### 1960年代
- ジャングル大帝（1966年7月31日、虫プロ）動画 ※TVシリーズ再編集
- 千夜一夜物語（1969年6月14日、虫プロ）原画

#### 1970年代
- やさしいライオン（1970年3月21日、虫プロ）原動画

#### 1980年代
- あしたのジョー（1980年3月8日、東京ムービー新社、虫プロ）作画監督（杉野昭夫、荒木伸吾と共同）※TVシリーズ再編集
- 火の鳥2772 愛のコスモゾーン（1980年3月15日、手塚プロ）原画[6]
- 少年ケニア（1984年3月10日、東映動画）原画
- アリオン（1986年3月15日、日本サンライズ）原画
- バツ&テリー（1987年3月14日、サンライズ）原画

#### 1990年代
- 土俵の鬼たち（1994年5月21日、スタジオディーン）原画

### OVA

#### 1980年代
- 爆走サーキット・ロマン TWIN（1989年、ライフワーク）原画
- 吸血姫美夕（1988年 - 1989年、AIC、全4巻4話）原画（4話）
- エクスプローラーウーマン・レイ（1989年 - 1989年、AIC、全2巻2話）原画（1話）

#### 1990年代
- のたり松太郎（1990年 - 1991年、虫プロ、全5巻10話）キャラクターデザイン（後期担当は福田皖）
- アニメ交響詩 ジャングル大帝（1991年、マッドハウス）原画
- 硬派銀次郎（1991年、ビジュアル80、全3巻3話）キャラクターデザイン（武田一也と共同）
- 英雄凱伝モザイカ（1991年、スタジオディーン、全4巻4話）原画（4話）
- マグマ大使（1992年 - 1993年、手塚プロ、全6巻13話）原画（12話）
- モルダイバー（1993年、AIC、全6巻6話）原画（3話）
- キャシャーン（1993年、タツノコプロ、全4巻4話）原画（2話）
- 鉄腕GinRei（1995年、ムー・アニメーション・スタジオ）原画
- 紺碧の艦隊（1994年 - 2003年、J.C.STAFF、全32巻32話）原画（10話）

### コンピュータゲーム
- リンダキューブ PlayStation版（アニメーションパート原画）
- 俺の屍を越えてゆけ PlayStation版（アニメーションパート原画）

### 自主制作
- 落石 ～Rakuseki～　※代々木アニメーション学院にて講師を務めていた金山が、教え子と共に制作した作品。

## 受賞歴
- 『落石 ～Rakuseki～』（2004年）で、RETAS!アニメコンテスト「トムス・エンタテインメント大賞」を受賞。